# وارطان سارگسیان
وارطان سارگسیان یا وارطان استپانوویچ سارکیسوف (ارمنی: Վարդան Սարգսյան؛ انگلیسی: Vartan Sargsyan؛ زاده ۸ مارس ۱۸۷۵، در شوشی، جمهوری آرتساخ - درگذشته ۲۹ مارس ۱۹۵۵ در باکو، جمهوری سوسیالیستی شوروی آذربایجان)، مهندس و معمار ارمنی است.

## زندگی‌نامه
وارطان سارگسیان بعد از گذراندن آموزش ابتدایی در شوشی، برای ادامه تحصیل به تفلیس و بعد به آلمان (آموزشگاه ریل شول آلمان) می‌رود و آموزش متوسطه را به پایان می‌رساند. وارطان در ۱۹۰۱ میلادی از دانشگاه مهندسی عمران سن پترزبورگ فارغ‌التحصیل می‌شود. او در دانشگاه هم کلاسی نیکوقایوس بایو بود. او در سال ۱۹۰۷ میلادی به باکو نقل مکان می‌کند و بلافاصله پروژه‌های متعددی به او پیشنهاد می‌شود.

## آثار
- ساختمان‌های اسکان کارگران شرکت نفت در شهر مردکن
- آپارتمان ۷ طبقه در شهر باکو که مالک آن یک ارمنی به نام میرزابکیان بود.
- آپارتمان در شهر باکو که مالک آن یک ارمنی به نام میرزابکیان بود.
- اقامتگاه در شهر باکو خیابان نظامی سال ۱۹۲۴ میلادی.[۴][۱][۳][۵]

## نگارخانه

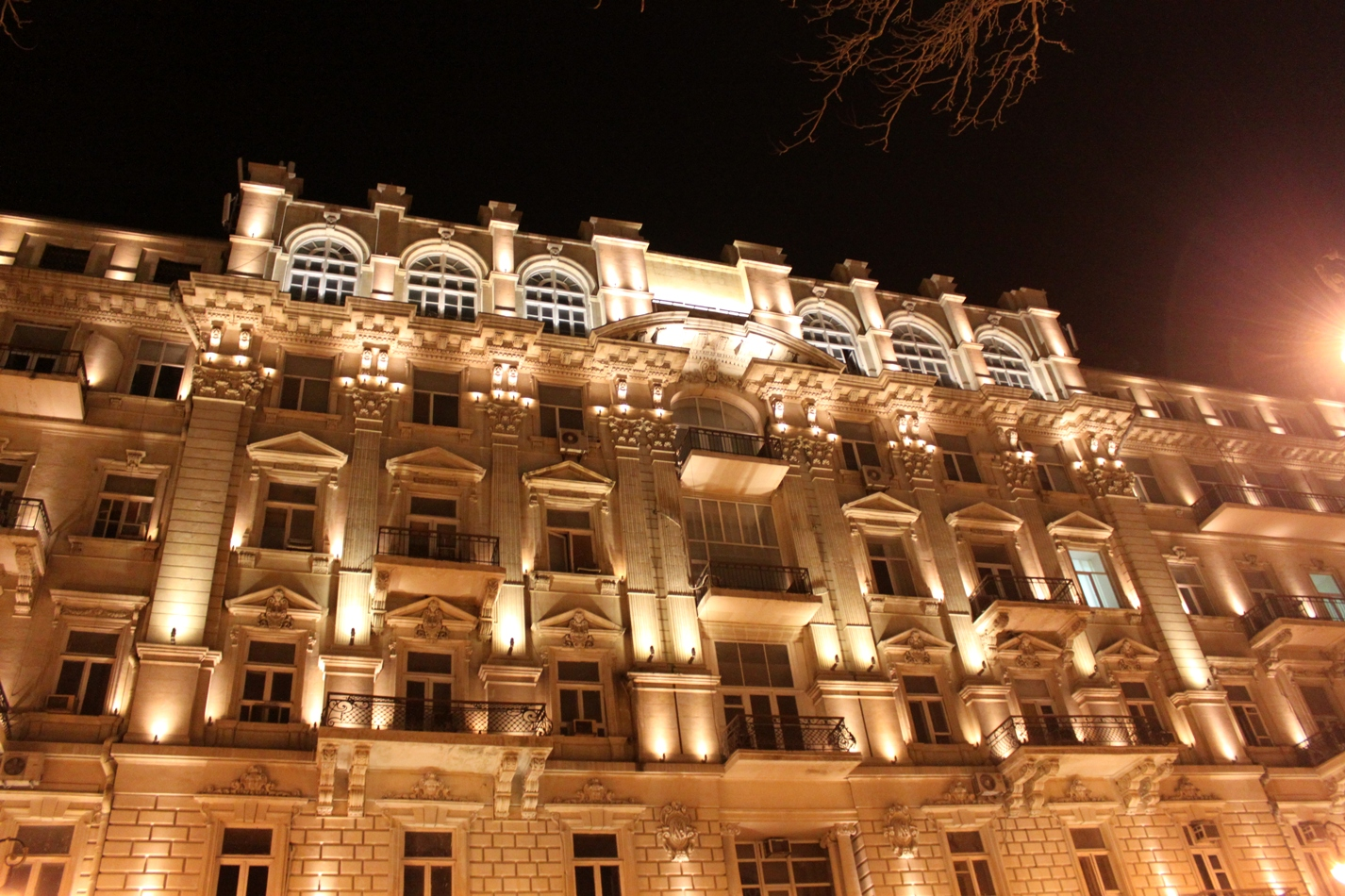
آپارتمان ۷ طبقه در شهر باکو که مالک آن یک ارمنی به نام میرزابکیان بود. توسط مهندس معمار وارطان سارگسیان ساخته شده است.
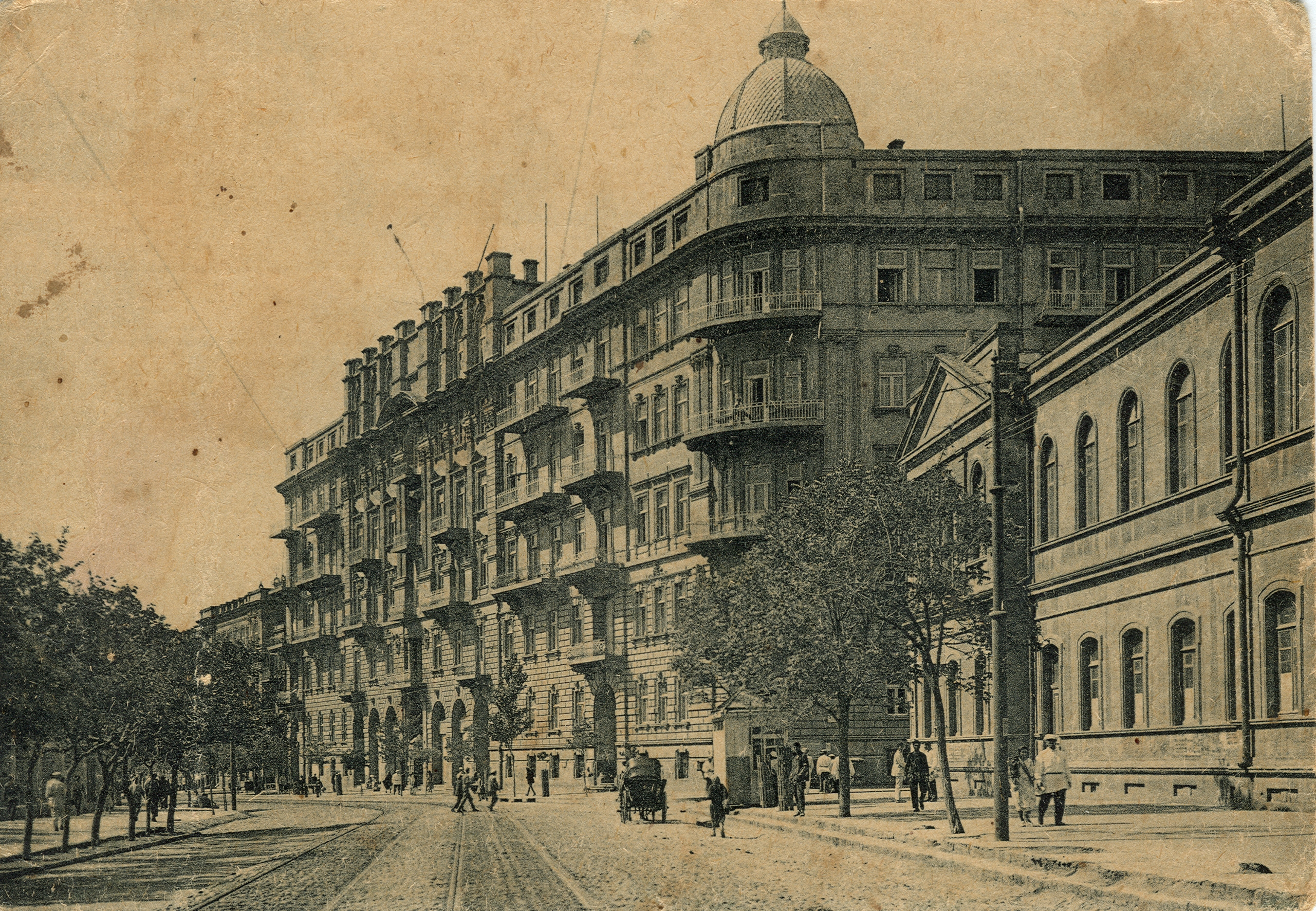
آپارتمان در شهر باکو که مالک آن یک ارمنی به نام میرزابکیان بود. توسط مهندس معمار وارطان سارگسیان ساخته شده است.
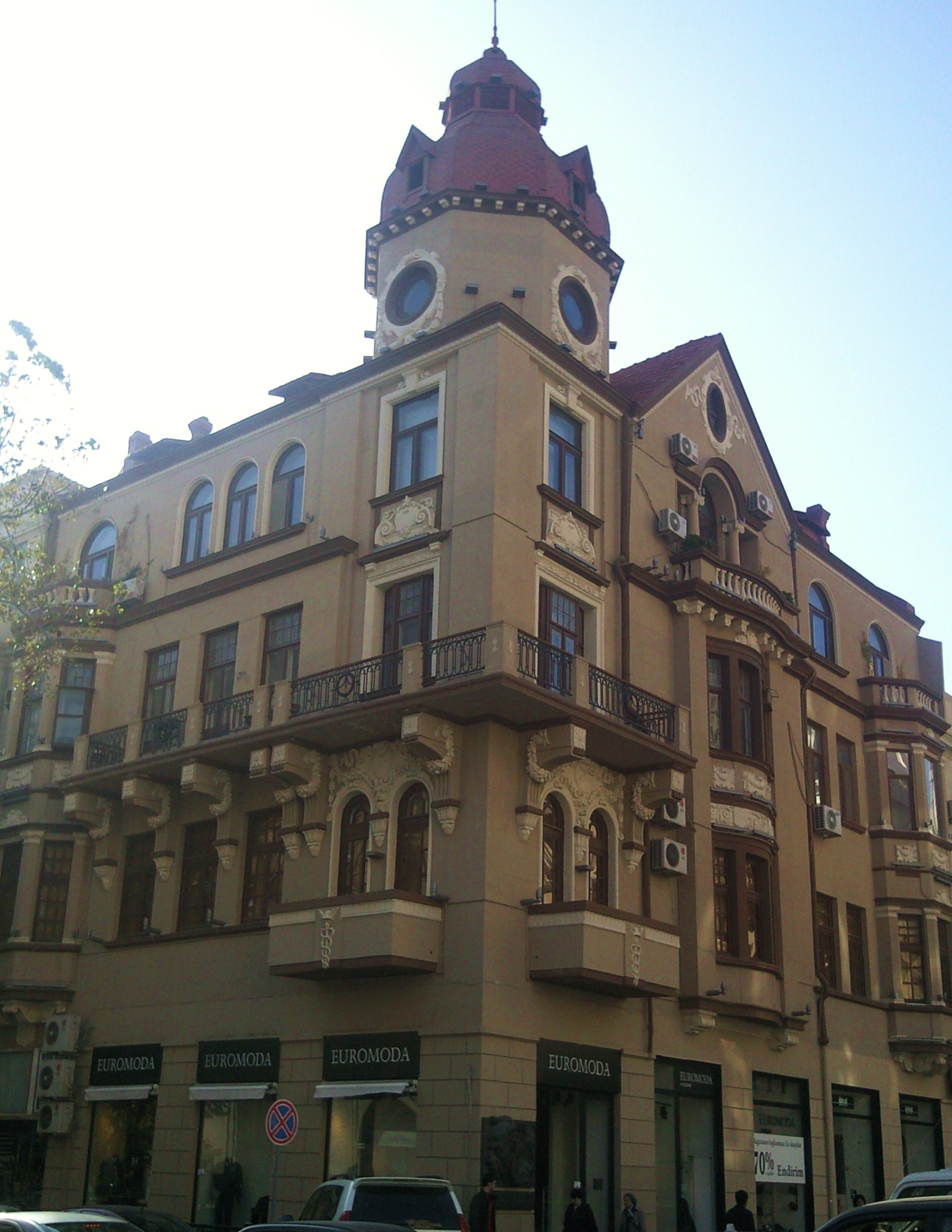
اقامتگاه در شهر باکو خیابان نظامی سال ۱۹۲۴ میلادی